# アビスレイジ
『アビスレイジ』は、成田成哲による日本の漫画作品。
成田にとって2作目の連載作品。盲目でありながら古武術の研鑽に励む少年・忍を主人公に描く格闘アクション。『少年ジャンプ+』（集英社）2018年5月31日より2021年2月4日まで木曜更新で連載された。
集英社新連載40連弾の第3弾として『終末のハーレム ファンタジア』・『忘却バッテリー』などとほぼ同時期に始まった。
成田によると、『少年ジャンプ+』上で閲覧数と「いいジャン」（高評価）のランキングが上位であるため連載が継続できているという。同時期に『デリバリーおじさん』を短期連載していた岡悠と青野てる坊も、同じ木曜更新の本作に閲覧数で負けまくったと振り返っている。2020年8月には閲覧数が1億回を突破した。

## ストーリー
盲目でありながら古武術「深淵新陰流」の研鑽に励む少年・忍は、師の娘・美琴と互いに思いを寄せつつ、日々努力を重ね成長を続けていた。だが、ある時彼らを謎の道場破りが訪れたことから物語は動き出す。

## 登場人物
深淵 忍（みぶち しのぶ）
本作品の主人公。盲目の少年。武術・深淵新陰流を究め、舌打ちをソナーのように使い、音の反響で相手の位置を把握する。恋人の美琴を救うために、極悪人たちが集まる施設に入り、「盲目の死神」と呼ばれる。
深淵 美琴（みぶち みこと）
本作品のヒロイン。忍の恋人。道場破りの際に連れ去られ、極悪人たちが集まる施設の職員となる。
深淵 拓真（みぶち たくま）
深淵流の頭首。美琴の父親。
佐々木（ささき）
臆病なヤクザ。忍を拉致しようとて返り討ちにあってしまい、任務の失敗として監獄で忍と同室に入れられてしまう。義理堅く、根は優しいため忍も心を許し、共闘するようになる。
真神（まがみ）
施設の所長。スキンヘッドに筋骨隆々な体格が特徴的で、おネエ口調で話す。様々な武術を身に付けている。

## 書誌情報
- 成田成哲『アビスレイジ』 集英社〈ジャンプ・コミックス〉、全8巻[1]
  1. 2018年10月4日発売 ISBN 978-4-08-881616-6
  2. 2019年1月4日発売 ISBN 978-4-08-881653-1
  3. 2019年4月4日発売 ISBN 978-4-08-881824-5